# 奈氏腺信息素

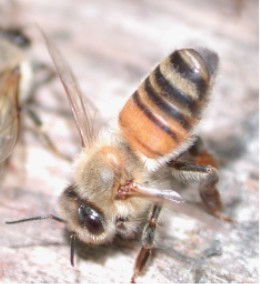
一隻蜜蜂正抬起腹部，從腹部的白色尖端釋放奈氏腺費洛蒙以吸引其他同伴到一個新巢

奈氏腺費洛蒙（Nasonov pheromone）是一種蜜蜂信息素，有吸引工蜂的效果，通常是由工蜂釋放以引導出外覓食的同伴回巢。在釋放過程中為了充分將氣味散播，工蜂會把含有費洛蒙的腹部抬起，並劇烈揮動翅膀。
奈氏腺費洛蒙含有許多類萜，如香葉醇、檸檬醛、香叶酸（Geranic acid）與橙花酸。這種費洛蒙除了能使工蜂找到巢穴入口外，也會釋放於花朵上，以通知同伴該朵花上有花蜜。
人工合成的奈氏腺費洛蒙可被用來吸引成群的蜜蜂遷移到新的蜂巢或蜜蜂養殖箱。人工合成的奈氏腺費洛蒙為檸檬醛與香葉醇以二比一的比例調製而成。